# Team Idea
Das Team Idea ist ein italienisches Radsportteam mit Sitz in Mailand.
Die Mannschaft wurde 2012 gegründet und nimmt als Continental Team an den UCI Continental Circuits teil. Die meisten Rennen fahren sie in Europa. Manager ist Pierantonio Gaffuri, der von dem Sportlichen Leiter Omar Piscina unterstützt wird. Während der Saison 2013 besaß das Team keine Lizenz als Continental Team. Nach zwei Saisons mit Lizenz als Continental Team hatte die Mannschaft 2016 keine solche Lizenz mehr.

## Saison 2015

### Erfolge in der UCI Europe Tour
| Datum        | Rennen                           | Kat. | Fahrer           |
| ------------ | -------------------------------- | ---- | ---------------- |
| 11. April    | Trofeo Edil C                    | 1.2  | Francesco Reda   |
| 17. Mai      | 1. Etappe An Post Rás            | 2.2  | Francesco Reda   |
| 19. Mai      | 3. Etappe An Post Rás            | 2.2  | Matteo Malucelli |
| 12. Juni     | 3. Etappe Slowakei-Rundfahrt     | 2.2  | Davide Viganò    |
| 10.–14. Juni | Gesamtwertung Slowakei-Rundfahrt | 2.2  | Davide Viganò    |

### Abgänge – Zugänge
| Zugänge          | Team 2014              | Abgänge          | Team 2015                 |
| ---------------- | ---------------------- | ---------------- | ------------------------- |
| Davide Viganò    | Caja Rural-Seguros RGA | Davide Ballerini | Unieuro-Wilier-Trevigiani |
| Marc Garby       | Christina Watches-Kuma | Simone Carantoni | Unbekannt                 |
| Francesco Reda   | Dopingsperre           | Matteo Collodel  | Unbekannt                 |
| Luca Cappelli    | Neoprofi               | Fabio Gadda      | Unbekannt                 |
| Matteo Malucelli | Neoprofi               | Daniele Mossini  | Unbekannt                 |
| Marco Tizza      | Neoprofi               | Simone Nespoli   | Unbekannt                 |
| Mirko Torta      | Neoprofi               | Ricardo Pichetta | Unbekannt                 |
|                  |                        | Mirko Tedeschi   | Unbekannt                 |

## Saison 2014

### Erfolge in der UCI Europe Tour
| Datum        | Rennen                                             | Kat. | Fahrer                 |
| ------------ | -------------------------------------------------- | ---- | ---------------------- |
| 23. Februar  | Grand Prix Izola                                   | 1.2  | Christian Delle Stelle |
| 25. Mai      | 8. Etappe An Post Rás                              | 2.2  | Davide Ballerini       |
| 3. September | 2. Etappe Giro della Regione Friuli Venezia Giulia | 2.2  | Ricardo Pichetta       |

### Mannschaft
| Name                                | Geburtstag         | Nationalität | Team 2013                 |
| ----------------------------------- | ------------------ | ------------ | ------------------------- |
| Davide Ballerini                    | 21. September 1994 | Italien      | Neoprofi                  |
| Simone Carantoni                    | 8. Juni 1994       | Italien      | Neoprofi                  |
| Matteo Collodel                     | 27. August 1988    | Italien      | Neoprofi                  |
| Christian Delle Stelle (bis 1. Mai) | 4. Februar 1989    | Italien      | Bardiani Valvole-CSF Inox |
| Fabio Gadda                         | 15. September 1993 | Italien      | Neoprofi                  |
| Daniele Mossini                     | 20. Mai 1994       | Italien      | Neoprofi                  |
| Simone Nespoli                      | 8. März 1995       | Italien      | Neoprofi                  |
| Alessandro Pettiti                  | 1. April 1990      | Italien      | Neoprofi                  |
| Ricardo Pichetta                    | 21. April 1987     | Italien      | Neoprofi                  |
| Matteo Spreafico                    | 15. Februar 1993   | Italien      | Neoprofi                  |
| Mirko Tedeschi                      | 17. Dezember 1987  | Italien      | Team Idea                 |

## Platzierungen in UCI-Ranglisten
UCI Europe Tour
| Saison | Mannschaftswertung | Fahrerwertung         |
| ------ | ------------------ | --------------------- |
| 2012   | 25.                | Andrea Palini (19.)   |
| 2014   | 67.                | Mirko Tedeschi (205.) |